# Monique Melsen
Monique Melsen (* 24. Februar 1951 in Ettelbrück) ist eine luxemburgische Sängerin und Kabarettistin. 

## Leben und Wirken
Sie wurde von der Rundfunkanstalt Télé Luxembourg ausgewählt, Luxemburg beim Eurovision Song Contest 1971 in Dublin zu vertreten. Mit dem humoristischen Schlager Pomme, pomme, pomme (dt.: ‚Apfel, Apfel, Apfel‘) landete sie auf dem 13. Platz.
Ab 1972 gehörte sie für wenige Jahre zur Urbesetzung des multinationalen Popchores Family Tree. Sie blieb weiterhin als Sängerin diverser Bands aktiv. Seit den 1990er Jahren spielt und singt sie in der Luxemburger Kabarettgruppe Cabarenert.